# Aos Fatos
Aos Fatos é um site jornalístico independente que se dedica à investigação de campanhas de desinformação e à checagem de fatos. Foi criado em julho de 2015 com o foco de verificar o que é falso e o que é real em discursos políticos. Desde então, alia tecnologia e investigação jornalística para informar sobre as mentiras que os poderosos contam, endossam e financiam. 

## Histórico
Desde sua fundação, Aos Fatos une jornalismo e tecnologia para documentar a instrumentalização das plataformas digitais por agendas antidemocráticas. A equipe do Aos Fatos faz jornalismo e cria ferramentas para combater a desinformação e temas correlatos, que visam promover ações deletérias ao tecido social. 
É uma organização sediada no Rio de Janeiro, com profissionais distribuídos por três regiões do Brasil e dois continentes, que promove um debate guiado por fatos verificáveis e desenvolve tecnologias confiáveis de modo a qualificar a opinião pública e fortalecer políticas públicas baseadas em evidências.
Coalizão com o TSE
Em 1 de outubro de 2020, o Tribunal Superior Eleitoral (TSE) oficializou o Aos Fatos e mais oito agências de verificação de fatos como parte de uma coalizão para ajudar a checar informações nas eleições do Brasil de 2020. As notícias investigadas foram publicadas na página "Fato ou Boato", no Portal da Justiça Eleitoral.
No dia 18 de janeiro de 2021, o presidente Jair Bolsonaro bloqueou o Aos Fatos no Twitter. Segundo Vitor Blotta, professor da Universidade de São Paulo que coordena o grupo de Jornalismo, Direito e Liberdade (ECA-USP), políticos que usam suas redes sociais para as funções do governo, não devem bloquear jornalistas, pois segundo o artigo 37 da Constituição Federal, a publicidade dos programas, obras, serviços e campanhas dos órgãos públicos é dever da administração pública.
Espionagem
Aos Fatos foi uma das organizações espionadas pelo governo Jair Bolsonaro, conforme revelaram investigações da Polícia Federal sobre o uso ilegal da estrutura da Abin (Agência Brasileira de Inteligência). A investigação, que teve o sigilo levantado pelo ministro do STF Alexandre de Moraes em julho de 2024, identificou uma ação clandestina para monitorar e coordenar ataques nas redes contra o Aos Fatos.

### Censura
No dia 12 de março de 2021 a justiça do Rio de Janeiro censurou um reportagem do Aos Fatos. A reportagem censurada acusa o "Jornal da Cidade Online" de ser uma "rede articulada de desinformação que compartilha estratégia de monetização por meio de anúncios com o site Verdade Sufocada, mantido pela viúva do coronel Carlos Alberto Brilhante Ustra (1932-2015), Joseita Brilhante Ustra (...) Integrante de uma cadeia organizada de republicação de conteúdo identificado com a extrema-direita, a página do coronel é, além de um memorial ao primeiro militar condenado por sequestro e tortura durante a ditadura, um índice de publicações falsas ou enganosas a respeito não só do regime, mas também do governo Bolsonaro."
Entidades de defesa do jornalismo, como Tornavoz, Abraji, Ajor e Repórteres sem Fronteiras, manifestaram-se em nota oficial contra a decisão do Judiciário gaúcho por censurar Aos Fatos.

## Projetos

### Fátima
Bot de inteligência artificial que ajuda leitores a checar informações no WhatsApp, no Telegram e no site do Aos Fatos. Vencedor do Prêmio Cláudio Weber Abramo de Jornalismo de Dados e do Digital Media Awards Américas.

### Radar Aos Fatos
Monitor automático de desinformação na internet que identifica publicações enganosas e mapeia tendências em sites e redes sociais. Vencedor do Prêmio Gabo de 2020 na categoria inovação.
Escriba
Ferramenta de transcrição em 99 idiomas, que detecta oradores automaticamente e atinge até 97% de precisão.

## Prêmios e indicações
| Ano  | Prêmio                                                                                            | Veículo de mídia | Resultado |
| ---- | ------------------------------------------------------------------------------------------------- | ---------------- | --------- |
| 2019 | Menção honrosa no Premio a la Excelencia Periodística, da SIP (Sociedad Interamericana de Prensa) | Aos Fatos        | Venceu    |
| 2019 | Prêmio Cláudio Weber Abramo de Jornalismo de Dados                                                | Aos Fatos        | Venceu    |
| 2019 | On-line Journalism Awards - General Excellence                                                    | Aos Fatos        | Finalista |
| 2021 | Prêmio Gabo                                                                                       | Radar Aos Fatos  | Venceu    |